# Domeniul public (drept administrativ)
Prin domeniu public (în spaniolă denumit, de asemenea, demanio) se face referință la acel ansamblu de bunuri și de drepturi de proprietate publică destinat uzului public (cum ar fi șoselele și drumurile publice), sau la un serviciu public (cum ar fi un spital public, un centru școlar public, ghișeurile (oficiile) publice ale oricărei primării sau ale oricărei alte instituții) sau la acelea pe care legea le califică drept "bunurile din domeniul public" (cum ar fi plajele, apele, minele) și pentru al căror uz de către persoane particulare se necesită aplicată acea figură juridică numită concesionare administrativă sau vreuna din permisiunile pe care numai Administrația Publică le poate acorda.
Anumite sisteme juridice consideră că domeniul public este format din acele bunuri al căror proprietar este o comunitate. În acest sens, pășunile, pădurile, etc, ar fi exemple de domeniu public ce pot aparține unor comunități.
A nu se confunda a fi de domeniu public acele lucruri care nu au proprietar. Situația din acest ultim exemplu poarta denumirea res nullius iar lucrul aflat în aceasta situație poate fi însușit de oricine.